# Лассіна Зербо
Лассіна Зербо (10 жовтня 1963 , Буркіна-Фасо ) — буркінійський політичний та науковий діяч.
Обіймав посаду прем'єр-міністра 10 грудня 2021 — 24 січня 2022.
До цього обіймав посаду виконавчого директора Підготовчої комісії Організації Договору про всеосяжну заборону ядерних випробувань (ОДВЗЯВ).
24 січня 2022 року Зербо було повалено внаслідок державного перевороту.

## Біографія

### Молоді роки, освіта
Зербо здобув докторський ступінь з геофізики в Університеті Парижа XI, Франція, в 1993 році.

### Початок кар'єри
Кар'єра Зербо на міжнародному рівні почалася з посади геофізика-дослідника у BHP Billiton.
Згодом він працював геофізиком в африканських програмах компанії, та проводив технічну експертизу всім її проектам з аероелектророзвідки. Приєднавшись до Anglo American в 1995 році, Зербо обійняв посаду головного геофізика відділення з Африки, одночасно керуючи проектами досліджень та розробок для більшості проектів компанії в Африці, Азії та Австралії.
Як директор Міжнародного центру даних (IDC), 2004—2013 був координатором з питань CTBT, пов'язаним з ядерними випробуваннями, проведеними Корейською Народно-Демократичною Республікою в 2006, 2009 та 2013 роках.
В 2011 та 2013 роках керував успішним розгортанням віртуального центру використання даних ОДВЗЯВ (vDEC), який забезпечує інноваційну основу для взаємодії з ширшою науковою спільнотою.
Ця взаємодія допомагає гарантувати, що ОДВЗЯВ збереже своє становище на передньому краї науки та техніки, пов'язаної з перевіркою.

### Виконавчий секретар ОДВЗЯВ
Зербо був обраний Виконавчим секретарем у листопаді 2013 р. та обійняв посаду у серпні 2014 р. Зербо відомий тим, що виступив із низкою ініціатив, включаючи створення у 2014 р. Групи відомих діячів (GEM), до якої увійшли міжнародно визнані діячі та експерти . У 2016 році він оголосив про створення Молодіжної групи ОДВЗЯВ
,
за для залучення молодого покоління до просування цілей Договору.
Зербо забезпечив відновлення технічної співпраці Китаю з ОДВЗЯВ, що призвело до сертифікації перших п'яти станцій Міжнародної системи моніторингу на території Китаю в 2016—2018.

Зербо також заручився зобов'язанням Куби приєднатися до Договору, про який було оголошено в 2019
.
Успіх Комплексних польових навчань 2014 р. в Йорданії, створення в 2019 р. Центру технічної підтримки та навчання (TeST)

та успішне виконання мандату Організації під час пандемії Covid-19 у 2020 р. відображали можливості ОДВЗЯВ у рамках його керівництва.
Після цунамі в Індійському океані в 2004 році Зербо очолив технічні обговорення угоди про технічну допомогу ОДВЗЯВ центрам попередження про цунамі.
Був охоронцем усієї технічно секретної інформації організації, яка була після землетрусу, цунамі та аварії на АЕС Фукусима в Японії у березні 2011 року.

## Прем'єр-міністр Буркіна-Фасо
10 грудня 2021 Рок Марк Крістіан Каборе призначив Зербо новим прем'єр-міністром Буркіна-Фасо
.